# Сенка
Се́нка — река в России, протекает в Рязанской области. Правый приток реки Пёт.

## География
Река Сенка берёт начало в районе посёлка Никоново. Течёт на север и впадает в Пёт в районе посёлка Тонкачёво. Устье реки находится в 84 км по правому берегу реки Пёт. Длина реки составляет 15 км, площадь водосборного бассейна 137 км².

## Данные водного реестра
По данным государственного водного реестра России относится к Окскому бассейновому округу, водохозяйственный участок реки — Ока от водомерного поста у села Копоново до впадения реки Мокша, речной подбассейн реки — бассейны притоков Оки до впадения Мокши. Речной бассейн реки — Ока.
Код объекта в государственном водном реестре — 09010102312110000026733.